# Antoni Serra i Bauçà
Antoni Serra i Bauçà (Sóller, 29 de gener del 1936 - Mallorca, 11 de març de 2023) fou un escriptor, crític literari i periodista mallorquí. Era fill de l'escriptor i periodista Miquel Serra Pastor i de Carme Bauçà Mayol, i tenia dos germans: Pere i Trinitat Serra Bauzà.

## Trajectòria
Va estudiar medicina a Barcelona, però a partir del 1960 es va dedicar a la literatura de ficció i al periodisme, àmbit en què va desenvolupar una gran tasca en diversos diaris (Última Hora, principalment, Diario de Mallorca, Tele/eXpres i Avui), revistes i setmanaris (Tele/Estel, El Temps, Segell i Temps Moderns), en què va publicar articles d'opinió, reportatges i crítiques de teatre i de cinema, i literatura.
Va ser un dels fundadors de l'Associació d'Escriptors en Llengua Catalana, de la qual fou vicepresident. Va dirigir durant quasi cinc anys la Llibreria Tous de Palma. També fou el secretari tècnic a les Illes del Segon Congrés de Cultura Catalana. Fou Escriptor del Mes al Principat de Catalunya l'any 1995.
Va començar escrivint en castellà, però l'any 1972 publicava, ja en català, La gloriosa mort de Joan Boira. Seguiren, entre d'altres, El cap dins el cercle (1979), Més enllà del mur (1987), Carrer de l'Argenteria, 36 (1988), Per ben morir (1988), Llibre de família (1991), Panorama interior en gris (1993) o La insostenible levitat dels cossos (1996). És el creador del personatge Celso Mosqueiro, el perdiguer d’El blau pàl·lid de la rosa de paper (1985), L'arqueòloga va somriure abans de morir (1986), Espurnes de sang (1989), RIP, senyor Mosqueiro (1989) o Cita a Belgrad (1992).
Va assajar la novel·la d'intrigues amb L'avinguda de la fosca (1994). Conreà també la narrativa curta amb Entrada de fosca (1972) i Tríptic del viatger (1975), i l'assaig, amb Gent del carrer (1971), Gràcies, no volem flors (1982) i la biografia Gabriel Alomar: L'honestedat difícil (1984).
En els darrers temps va publicar el seu diari d'escriptor amb el títol genèric de Diari d'ombres, paisatges i figures, del qual van aparèixer quatre volums: La mort del vell dictador (2002), L'activisme cultural (2004), La decrepitud del periodisme (2007) i Literatura, passió insubstituïble (2009).
Ha estat traduït al castellà, a l'italià, al francès i a l'alemany. També va participar en uns quants llibres col·lectius, sobretot als signats pel col·lectiu Ofèlia Dracs.

## Premis i reconeixements
- 2014 - Premi Rosalía de Castro, Centro PEN Galicia[5]

## Obres publicades ambEl Gall Editor
- "El professor de literatura"